# FK 포베다
FK 포베다(마케도니아어: ФК Победа)는 북마케도니아의 프릴레프를 연고로 하는 축구 클럽이었다. 포베다는 1941년에 고체 델체프로 창단되었고, 1950년에 FK 포베다로 변경하였다.
포베다는 북마케도니아 리그 2회 우승과 1회 컵대회 우승 기록이 있다. 그리고 UEFA 챔피언스리그 진출 2회, UEFA컵 진출 3회, UEFA 인터토토컵 진출 5회를 하고 있다. 챔피언스리그는 2004-05, 2007-08 시즌에 예선 1회전이 최고 성적이고 UEFA컵은 2000-01 시즌의 1회전 진출, 인터토토컵은 2001 시즌의 3라운드 진출이 최고 성적이다. 2007-08 UEFA 챔피언스리그 시즌에 참가하여 예선 1회전에서 에스토니아의 FC 레바디아 탈린을 맞아 합계 0-1로 탈락하였다.
2009년 3월 27일, UEFA는 2004년에 아르메니아의 클럽인 FC 퓨니크와 가졌던 UEFA 챔피언스리그 1차 예선에서의 승부조작 혐의로 기소했고 혐의점이 발견되어 8년간 UEFA 주관 대회 출전 금지라는 중징계를 받았으며, 또한 FIFA에 의해 같은 기간 동안 활동이 완전히 금지되면서 해체되었고, 빅토리아란 이름의 클럽이 새로 창단되었다.

## 역대 성적
- 북마케도니아 1부 리그

우승 (2) : 2003-04, 2006-07
준우승 (2) : 1996-97, 1999-00
- 북마케도니아컵

우승 (1) : 2002
준우승 (2) : 2000, 2007